# Songs from the North I, II & III
Songs From The North I, II & III — это шестой студийный альбом финской мелодичной дэт-метал группы Swallow the Sun, выпущенный 13 ноября 2015 года на Century Media. Этот альбом состоит из трёх связанных между собой частей. Он стал последней работой с Алекси Мунтером и Маркусом Ямсеном, которые покинули из Swallow the Sun в 2016 и 2018 годах соответственно. Songs From The North I, II & III получил в целом положительный отклик у критиков.

## Трек-лист
| №                   | Название                                       | Длительность |
| ------------------- | ---------------------------------------------- | ------------ |
| 1.                  | «With You Came The Whole Of The World's Tears» | 9:01         |
| 2.                  | «10 Silver Bullets»                            | 7:11         |
| 3.                  | «Rooms And Shadows»                            | 7:19         |
| 4.                  | «Heartstrings Shattering»                      | 7:46         |
| 5.                  | «Silhouettes»                                  | 5:55         |
| 6.                  | «The Memory Of Light»                          | 6:17         |
| 7.                  | «Lost & Catatonic»                             | 7:06         |
| 8.                  | «From Happiness To Dust»                       | 8:39         |
| Общая длительность: | Общая длительность:                            | 59:15        |

| №                   | Название                            | Длительность |
| ------------------- | ----------------------------------- | ------------ |
| 1.                  | «The Womb Of Winter» (Instrumental) | 3:35         |
| 2.                  | «The Heart Of A Cold White Land»    | 4:47         |
| 3.                  | «Away»                              | 5:22         |
| 4.                  | «Pray For The Winds To Come»        | 5:28         |
| 5.                  | «Songs From The North»              | 5:16         |
| 6.                  | «66°50'N, 28°40'E» (Instrumental)   | 6:42         |
| 7.                  | «Autumn Fire»                       | 5:46         |
| 8.                  | «Before The Summer Dies»            | 5:37         |
| Общая длительность: | Общая длительность:                 | 42:33        |

| №                   | Название                        | Длительность |
| ------------------- | ------------------------------- | ------------ |
| 1.                  | «The Gathering Of Black Moths»  | 12:57        |
| 2.                  | «7 Hours Late»                  | 10:02        |
| 3.                  | «Empires Of Loneliness»         | 11:01        |
| 4.                  | «Abandoned By The Light»        | 8:48         |
| 5.                  | «The Clouds Prepare For Battle» | 9:05         |
| Общая длительность: | Общая длительность:             | 51:57        |

| Оценки критиков | Оценки критиков |
| Источник        | Оценка          |
| --------------- | --------------- |
| About.com       | [ 1 ]           |
| AllMusic        | [ 2 ]           |
| PopMatters      | [ 3 ]           |
| Sputnikmusic    | [ 4 ]           |

## Участники

### Swallow the Sun
- Микко Котомяки — вокал
- Маркус Ямсен — гитара
- Юха Райвио — ритм-гитара, написание песен, запись гитар, микширование песни I Gloom
- Матти Хонконен — бас-гитара
- Алекси Мунтер — клавишные, запись, арт-директор, фотографии
- Юуусо Ратикайнен — ударные

### Приглашённые вокалисты
- Алия Стэнбридж — партии женского вокала в песне Heartstrings Shattering, а также оформление альбома и фотографии
- Сара Элизабет Вольфарт — бэк-вокал в песнях The Memory of Light и Lost & Catatonic
- Каиса Вала — партии женского вокала в песне Songs from the North
- Натан Эллис — повествование в Empires of Loneliness

### Запись
- Туомас Кокко — микширование второй части альбома Beauty
- Хиили Хиилесмаа — микширование третьей части альбома Despair
- Ханну Хонконен — помощь в записи

### Фотографы
- Александра Лилиецки
- Антти Макконен
- Юсси Ратилайнен
- Индрек Пяри

### Запись вокала
- Каиса Вала
- Пиетари Пююкёнен
- Биргер Ниссен — запись вокала Сары Элизабет Вольфарт

### Мастеринг
- Патрик В. Энджел — мастеринг для записи винила
- Сванте Форсбак — мастеринг для записи CD

### Другие участники
- Яани Пеуху — вокал продакшн, микширование второй части Beauty и бэк-вокал на первых двух частях альбома
- Рами Мурсула — артворк и логотип